# Tributylaluminium
Tributylaluminium ist eine Trialkylaluminiumverbindung.

## Reaktionen
Bei höherer Temperatur dissoziiert Tributylaluminium unter Abspaltung von 1-Buten oder 2-Buten zu Dibutylaluminiumhydrid. Die Dissoziation ist reversibel, erst bei Temperaturen zwischen 186 °C und 198 °C kommt es zur irreversiblen Zersetzung. In Pyridin reagiert Tributylaluminium mit elementarem Chlor unter Bildung von 1-Chlorbutan und Aluminiumchlorid. Analog ergibt die Reaktion von Tributylaluminium mit elementarem Brom in Diethylether 1-Brombutan und Aluminiumbromid. Analog zu anderen Trialkylaluminiumverbindungen eignet sich Tribzutylaluminium als Polymerisationskatalysator, beispielsweise zur Polymerisation von Methylmethacrylat. Die Reaktion mit Ethylen führt – analog zur Reaktion von Triethylaluminium – zur Kettenverlängerung, wodurch Alkene unterschiedlicher Kettenlänge erhalten werden können (Ziegler-Synthese).

## Verwendung
Tributylaluminium wird als Katalysator für die Polymerisation von Ethylen und Propylen verwendet.